# Sovjetunionen i olympiska sommarspelen 1956
Sovjetunionen deltog i de olympiska sommarspelen 1956 i Melbourne. Totalt vann de trettiosju guldmedaljer, tjugonio silvermedaljer och trettiotvå bronsmedaljer.